# Ожехув-Кольонія
Ожехув-Кольонія (пол. Orzechów-Kolonia) — село в Польщі, у гміні Устимів Любартівського повіту Люблінського воєводства.
Населення — 121 особа (2011).

## Демографія
Демографічна структура станом на 31 березня 2011 року:
|          | Загалом | Допрацездатний вік | Працездатний вік | Постпрацездатний вік |
| -------- | ------- | ------------------ | ---------------- | -------------------- |
| Чоловіки | 63      | 8                  | 48               | 7                    |
| Жінки    | 58      | 8                  | 30               | 20                   |
| Разом    | 121     | 16                 | 78               | 27                   |